# Бібркський район
Бібркський район (Бобркський район) — колишній район Львівської області. Центр — місто Бібрка.

## Історія
27 листопада 1939 політбюро ЦК КП(б)У обговорило питання про утворення Львівської області у складі УРСР. Область складалася з ряду повітів, один із них — Бібркський.
Однак вже 17 січня 1940 року Президія ВРУ утворила з ґмін Бібрського повіту ряд районів, одним із яких і став Бібркський із центром у місті Бібрка. До його складу увійшли села, які розташовані навколо містечка, зокрема таке село, як Свірж.
24 червня 1941 (вівторок) у Бібркському районі розпочалися виступи місцевого населення, підготовлені членами ОУН(Б).
27 липня 1944 року радянські війська оволоділи рядом міст Західної України, в тому числі Бібркою.
30 грудня 1962 року внаслідок укрупнення районів Бібркський район увійшов до складу Пустомитівського району Львівської області.

## Бібркська районна організація КПУ
Бібркський районний комітет Комуністичної партії (більшовиків) України (КП(б)У) створений у січні 1940 р., у червні 1941 р. з початком війни тимчасово припинив діяльність, відновлений у вересні 1944 р., із жовтня 1952 року — Бібркський районний комітет Комуністичної партії України (КПУ).
Складався з Бюро (загального відділу), організаційно-інструкторського відділу (з 1949 р. — відділ партійних, профспілкових та комсомольських організацій), сектору партійної статистики, відділу пропаганди і агітації, сільськогосподарського відділу, військового відділу, відділу по роботі серед жінок, відділу кадрів.

## Діяльність УПА у Бібрківському районі
Однак Бібрківський район став одним із центрів опору УПА, тут відбулось ряд боїв між НКВД та повстанцями. Зокрема такий бій відбувся 8 вересня 1944 року, а вже 9 вересня 1944 року біля села Стоки НКВД довелось застосувати танки і гармати. 8 січня 1945 року великий бій відбувся біля села Колодруби загін повстанців під командуванням «Дира» знищив 100 бійців та командирів НКВД, втративши при цьому 30 чоловік.
20.ІІ 1945 р. у с. Миколаїв пропали безвісти дві совітки, а саме учительку українку та фельчера-московку. 22 і 23.ІІ в с. Миколаїв переведено труси, шукаючи упавших совіток. Трус переводило НКВД та істребітелі. Заарештовано 2 громадян. На вертаючих більшовиків зробило СКВ засідку, обстріляно кулеметним вогнем, причому ранено 5 НКВД-истів. 25.ІІ ланка СКВ звела бій із більшовиками, які кватерували в с. Городиславичах. Знищено 10 більшовиків (один лейтенант). Наші втрати 2 вбитими, одного ранено. 1.III.1945 р. переходили с. Звенигород 2 членів СКВ, яких здержували кватеруючі в селі стрибки. Стрільці відкрили огонь і знищили 2 стрибків. До колишнього фільварку с. Романів приїхали більшовики і зорганізували радгосп. В цьому радгоспі кватирує 50—70 (число змінюється) більшовиків, які крім роботи в радгоспі, ходять по дооколишніх селах на грабунки.